# Operação Outono

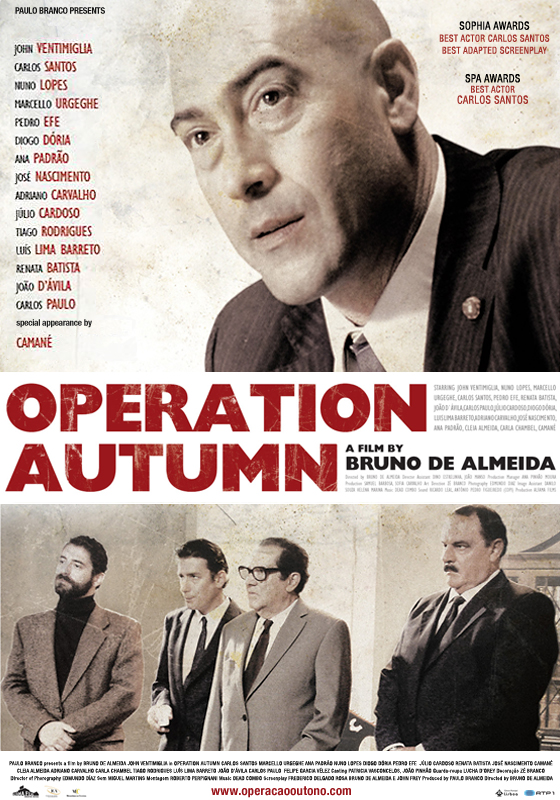
Pôster do filme em inglês

Operação Outono (2012) é um filme português, de longa-metragem, de Bruno de Almeida.
Trata-se de um thriller que descreve e desmonta a intriga que envolve o assassínio do General Humberto Delgado, crime cometido pela PIDE em fevereiro de 1965.  Baseia-se no livro "Humberto Delgado, Biografia do General Sem Medo" de Frederico Delgado Rosa, neto do general.
O filme tem antestreia em Lisboa no cinema São Jorge a 18 de novembro de 2012. 
Estreia em novembro de 2012 em Lisboa, Porto, Almada, Aveiro, Viseu, Vila Real, Coimbra, Braga, Castelo Branco, Vila Nova de Gaia, Gondomar .

## Sinopse
Uma cilada é concebida pela PIDE por ordem de Oliveira Salazar para assassinar o General Humberto Delgado. Tem como nome de código «Operação Outono». O crime consuma-se a 13 de fevereiro de 1965, em Los Almerines, território espanhol, perto da fronteira portuguesa.
Iniciada em Badajoz, a cilada desenrola-se entre 1964 e 1981, em Portugal, Espanha, Argélia, Marrocos, França e Itália. Indiciados os culpados por iniciativa do regime franquista, que recusa envolver-se no escândalo, o julgamento dos implicados terá lugar no Tribunal de Santa Clara, em Lisboa, já depois da Revolução dos Cravos.

## Enquadramento histórico
O filme baseia-se em factos verídicos. Em 1958, Humberto Delgado, o "General Sem Medo", candidata-se à Presidência da República juntamente com o Almirante Américo Tomás, escolhido pelo regime salazarista. É grande a adesão popular à figura carismática de Humberto Delgado, o que faz estremecer a ditadura, embora as eleições estejam viciadas desde o início, dando a vitória a Américo Tomás. 
Humberto Delgado exila-se primeiro no Brasil e depois na Argélia, colónia francesa tornada independente, onde é recebido pelo então presidente Ahmed Ben Bella com honras de estado. Um agente da PIDE, Mário de Carvalho, fazendo-se passar um exilado político em Roma, conquista a confiança de Humberto Delgado. A conspiração estende-se a outros locais de encontro. Outros agentes intervêm no processo, fazendo-se passar por antifascistas no seio do exército português, que o general pretende sublevar.
A 27 de dezembro de 1964, em Paris, é apresentado ao general o "Dr. Castro e Sousa", Ernesto Lopes Ramos, subinspetor da PIDE, que se diz advogado com ligações ao exército português. Durante essa reunião, é combinado novo local de encontro e uma data: Badajoz, 13 de fevereiro de 1965. 
Os corpos de Humberto Delgado e Arajaryr Campos, sua fiel secretária, serão enterrados nesse dia a cerca de 30 km do lugar do crime, perto da aldeia fronteiriça de Villanueva del Fresno, a 65 km a sul de Badajoz. Chuvadas intensas, raposas, lobos ou cães terão exumado e mutilado os cadáveres, que acabam por ser identificados pelos investigadores espanhóis.
O processo judicial português, que terá lugar depois do 25 de abril de 1974, entre 9 de outubro de 1978 e 27 de Julho de 1981 no Tribunal de Santa Clara, em Lisboa, será denunciado como vergonhosa «farsa» pelo neto de Humberto Delgado. Consideram os juízes que o objetivo da «Operação Outono» seria  raptar e não matar o general. São ilibados todos os acusados, com exceção do autor material do crime, Casimiro Monteiro, que se escapa para a África do Sul.
.

## Análise
O filme faz alguma analogia entre o mau julgamento do caso e igual impunidade e lentidão da justiça em casos de Justiça mediáticos mais recentes. Assim pode discutir-se se o filme não é sobre heranças institucionais corporativas do regime no meio judicial ou ingerências da política hoje democrática no poder judicial.

## Ficha artística
- John Ventimiglia - Humberto Delgado
- Nuno Lopes - Ernesto Lopes Ramos
- Marcello Urgeghe - Agostinho Tienza
- Carlos Santos - Rosa Casaco
- Pedro Efe - Casimiro Monteiro
- Diogo Dória - Mário de Carvalho
- Ana Padrão - Maria Iva Delgado
- Camané – António Semedo
- Tiago Rodrigues - Promotor de Justiça
- Júlio Cardoso - Major Silva Pais
- José Nascimento - Barbieri Cardoso
- Adriano Carvalho - Álvaro Pereira de Carvalho
- Renata Batista - Arajaryr Campos

## Ficha técnica
- Realizador – Bruno de Almeida
- Produtor – Paulo Branco
- Produção – Alfama Films
- Argumento – Bruno de Almeida, Frederico Delgado Rosa e John Frey
- Obra original – “Humberto Delgado, Biografia do General Sem Medo” de    Frederico Delgado Rosa
- Música – Dead Combo
- Montagem – Roberto Perpigani
- Direção de Arte – Zé Branco
- Guarda-roupa – Lucha d'Orey
- Fotografia – Edmundo Diaz
- Som – Ricardo Leal
- Pós-produção – Áudio Miguel Martins
- Direção de Produção – Ana Pinhão Moura
- Financiamento – Instituto do Cinema e Audiovisual e RTP Rádio
- Apoios –  Câmara Municipal de Lisboa

## Festivais
- Festival de Lisboa e Estoril, 2012

## Ligações Externas
- Justiça seja feita[ligação inativa] – Artigo de Manuel Halperne, Jornal de Letras, 14 de novembro 2012
- Entrevista[ligação inativa] com Bruno de Almeida, Medeia Magazine, novembro 2012
- Isto é um filme político[ligação inativa] – Entrevista com Bruno de Almeida de Rui Pedro Tendinha, Vogue, novembro 2012
- Trailer no Vimeo
- Operação Outono. no IMDb.